# الهدف 10 من أهداف التنمية المستدامة
يتعلق الهدف 10 من أهداف التنمية المستدامة (الهدف 10 أو الهدف العالمي 10) بالحد من أوجه عدم المساواة، وهو أحد أهداف التنمية المستدامة السبعة عشر التي وضعتها الأمم المتحدة في عام 2015. العنوان الكامل: «الحد من أوجه عدم المساواة داخل البلدان وفيما بينها».
للهدف 10 غايات يجب تحقيقها بحلول عام 2030. يُقاس التقدم المحرز نحو الأهداف من خلال المؤشرات. الغايات السبعة الأولى هي «غايات ختامية»: الحد من عدم تكافؤ الدخل، وتعزيز الإدماج الاجتماعي والاقتصادي والسياسي الشامل، وضمان تكافؤ الفرص وإنهاء التمييز، واعتماد سياسات مالية واجتماعية تعزز المساواة، وتحسين تنظيم الأسواق والمؤسسات المالية العالمية، وتعزيز تمثيل البلدان النامية في المؤسسات المالية، وإدارة سياسات الهجرة بشكل جيد ومسؤول.
الغايات الثلاث الأخرى هي «سبل تحقيق» الغايات: المعاملة الخاصة والتفضيلية للبلدان النامية، وتشجيع المساعدة الإنمائية والاستثمار في البلدان الأقل نماء، وخفض تكاليف المعاملات لحوالات المهاجرين.
تنص الغاية 10.1 على «دعم النمو في الدخل لفئة الأربعين في المائة الأفقر من السكان، بمعدل أعلى من المتوسط الوطني». يعدّ هذا الهدف المعروف باسم «الرخاء المشترك» مكملًا للهدف الأول من أهداف التنمية المستدامة: القضاء على الفقر المدقع، وهو مهم بالنسبة للعالم بأسره. شهدت شريحة الأربعين في المائة الأفقر من السكان في 73 بلدًا زيادة في مدخولهم بين عامي 2012-2017، ومع ذلك، تلقت شريحة الأربعين في المائة الأفقر من السكان في جميع البلدان التي لديها بيانات، أقل من 25% من الدخل أو الاستهلاك الإجمالي.

## خلفية
تتجلى عدم المساواة في أشكال مختلفة، مثل الاقتصاد وأو الأشكال القائمة على أساس الجنس والإعاقة والعرق، وعدم المساواة الاجتماعية وأشكال مختلفة من التمييز.
لا تنفصل القضايا المرتبطة بقضاة الصحة والتلوث والبيئة عن عدم المساواة. ترتبط هذه القضايا في بعض الأحيان بالمجتمعات الأصلية والسكان الأصليين والأقليات العرقية والمجتمعات ذات الوضع الاجتماعي والاقتصادي المنخفض (إس إي إس). تظهر دراسات العدالة البيئية احتمالية أن تعيش هذه المجتمعات بشكل غير منتظم في بيئات ذات خطر عالي من التعرض للتلوث والملوثات السامة، والتي تنطوي على تهديدات صحية وبيئية طويلة الأجل.
تترافق ظاهرة العولمة أيضًا مع الهجرة والترحيل والتجريد، ويزيد ذلك غالبًا من ضعف المجتمعات والجماعات المهمشة، مما صقل بشكل سلبي آفاق العولمة والتحرر واتساع عدم المساواة في هذه الأثناء. هناك حاجة قائمة إلى بذل جهود لتحسين تدابير السياسة من أجل الهجرة والتنقل بشكل منظم وآمن ونظامي ومسؤول.
هناك ارتباط بين عدم المساواة والصحة العقلية والجسدية بأشكال مختلفة، مثل القلق/المنافسة، ورأس المال الاجتماعي، والاندماج والتماسك المجتمعي.

### قياس أوجه عدم المساواة
يعدّ قياس عدم المساواة في أشكاله الفردية عنصرًا حاسمًا من أجل الحد من أوجه عدم المساواة داخل البلدان وفيما بينها. معامل جيني هو القياس الأكثر استخدامًا لعدم المساواة الاجتماعية والاقتصادية، ويمكن أن يُظهر بشكل كبير توزيع الدخل والثروة داخل البلدان وفيما بينها.
تشتمل أوجه عدم المساواة الاجتماعية غالبًا على عوامل وتقنيات أكثر تعقيدًا، مثل قياس المجموعة الاجتماعية في جودة التعليم المقدم وإمكانية وصولهم إلى التعليم العالي، وحالتهم الاجتماعية، وحالتهم الزوجية، وعوامل أخرى مرتبطة بعدم المساواة مثل الموقع الحضري أو الريفي.

## الغايات والمؤشرات والتقدم
حددت الأمم المتحدة 10 غايات و11 مؤشرًا لهدف التنمية المستدامة 10. تحدد الغايات ماهية الأهداف، وتمثل المؤشرات المقاييس التي يهدف العالم من خلالها إلى تتبع ما إذا كانت هذه الأهداف قد حُققت أم لا. يغطي الهدف العالمي 10 قضايا تشمل تقليل الفروق في الدخل (10.1)، وتعزيز الإدماج الاجتماعي والاقتصادي والسياسي الشامل (10.2)، وضمان تكافؤ الفرص وإنهاء التمييز (10.3)، واعتماد سياسات مالية واجتماعية تعزز المساواة (10.4)، وتحسين تنظيم الأسواق والمؤسسات المالية العالمية (10.5)، وتعزيز تمثيل البلدان النامية في المؤسسات المالية (10.6)، وإدارة سياسات الهجرة بشكل جيد ومسؤول (10.7)، والمعاملة الخاصة والتفضيلية للبلدان النامية (10.أ)، وتشجيع المساعدة الإنمائية والاستثمار في البلدان الأقل نماء (10.ب)، وتخفيض تكاليف المعاملات لحوالات المهاجرين (10.سي).

### الغاية 10.1: الحد من الفروق في الدخل
العنوان الكامل للغاية 10.1: «تحقيق نمو الدخل واستدامته بشكل تدريجي لشريحة الأربعين في المائة الأفقر من السكان بمعدل أعلى من المتوسط الوطني ، بحلول عام 2030».
للغاية 10.1 مؤشر واحد: المؤشر 10.1.1: «معدلات نمو إنفاق الأسرة المعيشية أو الدخل للفرد ضمن شريحة الأربعين في المائة الأفقر من السكان وإجمالي تعداد السكان».
يعبر عن الفقر النسبي وأوجه عدم المساواة بنسبة الأشخاص الذين يعيشون دون 50% من متوسط مستوى الدخل. أظهرت بيانات من 110 دولة ذات دخل مرتفع ومنخفض، أن مستويات دخل 14% من السكان في البلد المتوسط أقل من هذا الحد. في كل من البلدان الغنية والفقيرة مستويات عالية ومنخفضة من أوجه عدم المساواة بشكل عام. لا ترتبط أوجه عدم المساواة في الدخل ارتباطًا وثيقًا بالفقر أو الثراء، مما يشير إلى أن السياسات التي تعزز المساواة والشمولية لها أهمية عالمية.
شهدت شريحة الأربعين في المائة الأفقر من السكان في 73 بلدًا زيادة في مدخولهم بين عامي 2012-2017، ومع ذلك كان دخل شريحة الأربعين في المائة الأفقر من السكان في جميع البلدان التي لديها بيانات، أقل من 25% من الدخل أو الاستهلاك الإجمالي.
كانت النتائج متفاوتة في 92 دولة ذات بيانات قابلة للمقارنة بين عامي 2011-2016. شهدت شريحة الأربعين في المائة الأفقر من السكان في 69 دولة، نموًا في دخلهم، ولكن مع تفاوتات كبيرة بين البلدان. كانت بيانات قياس دخل الأسرة لهذا التحليل محدودة. من بين دول أفريقيا جنوب الصحراء الكبرى، امتلكت 13 دولة فقط، بيانات عن نمو الدخل في الفترة الأخيرة. يشير ذلك إلى الحاجة المستمرة لتحسين جمع البيانات وبناء القدرات الإحصائية، لا سيما في أشد البلدان فقرًا.

### الغاية 10.2: تعزيز الإدماج الاجتماعي والاقتصادي والسياسي الشامل
العنوان الكامل للغاية 10.2: «تمكين الإدماج الاجتماعي والاقتصادي والسياسي وتعزيزه عند الجميع، بغض النظر عن العمر أو الجنس أو الإعاقة أو العرق أو الإثنية أو الأصل أو الدين أو الوضع الاقتصادي أو أي وضع آخر».
للغاية 10.2 مؤشر واحد. المؤشر 10.2.1: «نسبة الأشخاص الذين يعيشون دون 50% من متوسط الدخل، حسب الجنس والعمر والأشخاص ذوي الإعاقة».
تعد الحاجة إلى تحسين جمع البيانات امر له أهميته الخاصة الآن، بحيث تكون البلدان قادرة على تحديد الإجراءات واتخاذها، إذا تأثر الناس الأكثر فقرًا بشكل غير متناسب بالآثار الاقتصادية لجائحة كوفيد-19.